# Bayenghem-lès-Éperlecques
Bayenghem-lès-Éperlecques är en kommun i departementet Pas-de-Calais i regionen Hauts-de-France i norra Frankrike. Kommunen ligger i kantonen Ardres som tillhör arrondissementet Saint-Omer. År 2022 hade Bayenghem-lès-Éperlecques 1 019 invånare.

## Befolkningsutveckling
Antalet invånare i kommunen Bayenghem-lès-Éperlecques
| Referens: INSEE |